# Maria Geiss-Wittmann
Maria Geiss-Wittmann (* 3. März 1934 in Finkenhammer) ist eine deutsche Politikerin (CSU).

## Leben
Geiss-Wittmann wuchs in einem kleinen Dorf bei Pleystein in der Oberpfalz auf. Ihre Eltern hatten einen Bauernhof, auf dem sie mit ihren fünf Brüdern lebte.
Mit Anfang zwanzig hatte sie den Plan, in den Orden der Armen Schulschwestern einzutreten und zog nach München ins Angerkloster. Dort riet man ihr, in die Sozialarbeit zu gehen. Geiss-Wittmann machte 1958 das Staatsexamen an der Höheren Fachschule für Sozialarbeit und arbeitete dann ein Jahr lang in München für die Caritas. Danach arbeitete sie sechs Jahre lang in Amberg für den Sozialdienst katholischer Frauen. Vom Klosterleben hatte sie sich verabschiedet. Auch in Sulzbach-Rosenberg war sie als Sozialarbeiterin beruflich tätig. 

## Politisches und soziales Engagement
Von 1966 bis 1984 gehörte Geiss-Wittmann dem Stadtrat der Stadt Amberg an. Von 1970 bis 1986 war sie Mitglied des Bayerischen Landtags und damit die erste weibliche Landtagsabgeordnete der Oberpfalz. Geiss-Wittmann hat zahlreiche Verdienste um die soziale Entwicklung Bayerns und Ambergs u. a. durch ehrenamtliches Engagement als Vorstandsmitglied beim Sozialdienst katholischer Frauen nach ihrer Zeit als Landtagsabgeordnete. 
Als sich die Katholische Kirche 1998 entschied, dass es in kirchlichen Räumen keine Beratung von Schwangeren mehr geben dürfe, trat Geiss-Wittmann dem neu gegründeten Verein Donum vitae bei. Von 2000 bis 2008 war sie dessen Landesvorsitzende.
Geiss-Wittmann ist Gründerin des Moses-Projekts, das schwangeren Frauen in Extremsituationen eine anonyme Geburt in Kliniken ermöglicht. Anfangs war es strafbar, bei einer solchen Geburt zu helfen. Erst seit 2014 ist bundesweit eine vertrauliche Geburt erlaubt, bei der das Kind nach 16 Jahren erfährt, wer seine Mutter ist. Bis 2024 wurden 106 Kinder in Bayern anonym geboren.

## Ehrungen und Auszeichnungen
2008 erhielt sie den von der Katholischen Friedensbewegung Pax Christi verliehenen Preis für Zivilcourage für seinen „Einsatz gegen das Vergessen“.
Maria Geiss-Wittmann wurde am 7. Oktober 2020 für ihre Verdienste um die Frauengesundheit zum ersten nichtärztlichen Ehrenmitglied der Deutschen Gesellschaft für Gynäkologie und Geburtshilfe (DGGG) ernannt.